# Стоколос безостий
Стоколос безостий, стоколоса гладка (Bromus inermis) — рослина родини тонконогові (Poaceae). Кормова рослина.

## Морфологічна характеристика
Поширена багаторічна кореневищна верхова злакова рослина.
Розрізняють 4 типи стоколосу безостого: степовий, лісостеповий, лучний північної нечорноземної смуги, лучний південної нечорноземної смуги. Стоколос безостий — рослина озимо-ярого типу.
Високі стебла за сприятливих умов вирощування досягають висоти 120–150 см. Листя шорсткувате або голе, піхва листка на більшій частині замкнена коротким тупим язичком. Завдяки високій врожайності (300–400 ц/га) і облистненості, що пояснюється наявністю в травостої вегетативних пагонів, стоколос безостий займає одне з перших місць серед сінокісних злакових. Характеризується підвищеною посухостійкістю. Більшість коренів розміщена в шарі ґрунту 0 — 30 см, а окремі корені проникають углиб його на 1,5—2 м і більше. Суцвіття — розкидиста волоть. Насіння велике, має високу схожість.
Повного розвитку досягає на другому році життя, за сприятливих умов дає високі врожаї протягом 10—12 років і більше. Відростає рано навесні, дає два укоси. На родючих ґрунтах при достатній вологості вихід сіна становить 60—70 ц/га, насіння 7—10 ц/га.

## Практичне використання
Введена в культуру в 1860 р. селянами Воронезької губернії (с. Студений Колодязь). Використовують переважно для створення багаторічних сіножатей і пасовищ із сумішей з нещільнокущових трав. Росте в заплавах річок і на наносних ґрунтах, схилах балок.
Стоколос висівають у травосумішах із злаковими і бобовими травами. Особливо підходить він для висівання з еспарцетом і люцерною на схилах. Сіють одночасно з озимими або рано навесні. За звичайної рядкової сівби норма висіву стоколосу становить 18—20 кг/га, у сумішах 8—10 кг/га. В Україні широко районовано сорти стоколосу Козаровицький, Полтавський 30, Дніпровський. Заслуговує на увагу збір і розмноження місцевих дикоростучих екотипів.

## Поширення

### Природний ареал
- Азія
  - Західна Азія: Афганістан; Індія
  - Кавказ: Вірменія; Азербайджан; Грузія; Російська Федерація — Передкавказзя, Дагестан
  - Сибір: Росія — Східний Сибір, Західний Сибір
  - Середня Азія: Казахстан; Киргизстан; Таджикистан
  - Монголія
  - Китай
  - Східна Азія: Японія — Хоккайдо, Хонсю, Кюсю, Сікоку
  - Індійський субконтинент: Пакистан
- Європа
  - Середня Європа: Австрія; Чехія; Німеччина; Нідерланди; Польща; Словаччина
  - Східна Європа: Білорусь; Естонія; Латвія; Литва; Молдова; Російська Федерація — європейська частина; Україна
  - Південно-Східна Європа: Болгарія; Хорватія; Італія; Румунія; Сербія; Словенія
  - Південно-Західна Європа: Франція; Португалія; Іспанія

### Натуралізація
- Африка
  - Південна Африка
- Австралія
  - Австралія
  - Нова Зеландія
- Північна Америка
- Канада
- Сполучені Штати Америки
- Південна Америка
  - Аргентина; Уругвай

### Культивування
- Австралія
- Європа
  - Середня Європа: Угорщина
  - Східна Європа: Україна
- Північна Америка